# 대한민국 형사소송법 제104조
대한민국 형사소송법 제104조는 보증금 등의 환부에 대한 형사소송법의 조문이다.

## 조문
제104조(보증금 등의 환부) 구속 또는 보석을 취소하거나 구속영장의 효력이 소멸된 때에는 몰취하지 아니한 보증금 또는 담보를 청구한 날로부터 7일 이내에 환부하여야 한다.  <개정 2007.6.1.>[제목개정 2007.6.1.]

第104條(보증금 등의 환부) 拘束 또는 保釋을 取消하거나 拘束令狀의 效力이 消滅된 때에는 沒取하지 아니한 보증금 또는 담보를 請求한 날로부터 7日 以內에 還付하여야 한다.  <개정 2007.6.1.>
[제목개정 2007.6.1.]

## 참고 문헌
- 손동권 신이철, 새로운 형사소송법(초판, 2013), 세창, 2013. ISBN 9788984114081